# The New Zealand Herald
The New Zealand Herald és un diari d'Auckland, Nova Zelanda, propietat d'APN News & Media. Té la difusió més extensa de qualsevol diari del país, venent unes 200.000 còpies el 2006, tot i que aquest nombre va baixar a 162.181 el desembre de 2012 i 158.521 el març de 2013. Tot i el seu nom, el diari es troba en circulació principalment a la regió d'Auckland. També circula per la majoria de localitats del nord de l'illa del Nord, incloent Northland, Waikato, King Country i Bay of Plenty.

## Història
The New Zealand Herald va ser fundat per William Chisholm Wilson i va ser publicat per primera vegada el 13 de novembre de 1863. Wilson havia estat company de treball amb John Williamson en el diari The New Zealander, però marxà per a fundar un diari rival, ja que veia una oportunitat de lucre amb la creixent població d'Auckland. Una altra raó per la fundació d'aquest nou diari fou que Wilson estava a favor de les guerres maoris (el qual el The New Zealand Herald anomenava «rebel·lió maori» mentre que Williamson estava en contra. The New Zealand Herald afavoria una relació més constructiva entre les illes del Nord i del Sud.
Després del tancament del The New Zealander el 1866 The Daily Southern Cross fou la competició principal pel diari, particularment després que Julius Vogel va prendre-n'hi càrrec el 1868. The Daily Southern Cross va ser publicat per primer cop el 1843 per William Brown i havia estat un diari de periodicitat diària des de 1862. Vogel va vendre el diari el 1873 i Alfred Horton el comprà uns anys després el 1876. Les famílies Wilson i Horton van ser representades en l'empresa, coneguts com a Wilson & Horton, fins al 1996 quan la Independent News & Media de Tony O'Reilly va comprar Wilson & Horton. The New Zealand Herald ara és propietat d'APN News & Media, una companyia australiana i neozelandesa de mitjans de comunicació; l'accionista més gran d'APN News & Media és Independent News & Media.
El 10 de setembre de 2012 The New Zealand Herald va canviar el seu format a un format compacte per les edicions entre dilluns i divendres, després de 150 anys publicant en gran format. L'edició de dissabte i diumenge encara és en gran format. Uns mesos després APN News & Media anuncià que estava reestructurant el seu personal, acomadiant a vuit càrrecs de tots els seus diaris, incloent The New Zealand Herald.

## Política
Les editorials polítiques del diari són de centredreta, normalment afavorint valors socialment conservadors i autosuficiència per sobre del benestar social i la limitació governamental en l'economia. El 2007 una editorial va desaprovar d'un projecte de llei del govern del Partit Laborista, l'Act Financera Electoral (Electoral Finance Act), fins al límit de fer campanya en contra de la legislació, amb la portada del diari afirmant que la democràcia neozelandesa estava en perill.

## Lloc web
El seu servei de notícies en línia, originalment anomenat «Herald Online», fou establert el 1998 i atrau més de 2,1 milions d'usuaris mensuals. Va ser redissenyat el 2006 i de nou el setembre de 2012.
La seva pàgina web és la desena més visitada per internautes neozelandesos i la número 400 per internautes australians.